# Fauna Europaea
Fauna Europaea là một cơ sở dữ liệu về danh pháp khoa học và sự phân bố của tất cả các động vật sống đa bào trên cạn và trong nước ngọt ở châu Âu. Vai trò của nó giống như một nguồn phân loại cho phân loại động vật trong trong Cơ sở hạ tầng Danh mục loài liên châu Âu (Pan-European Species directories Infrastructure, PESI). Tính đến tháng 6 năm 2020, Fauna Europaea báo cáo rằng cơ sở dữ liệu của họ chứa 235.708 tên đơn vị phân loại và 173.654 tên loài.
Việc xây dựng Fauna Europae ban đầu do Hội đồng châu Âu (2000–2004) hỗ trợ. Dự án do Đại học Amsterdam điều phối, ra mắt phiên bản đầu tiên vào năm 2004. Sau đó cơ sở dữ liệu được chuyển giao cho Bảo tàng Lịch sử Tự nhiên Berlin vào năm 2015.